# Хребет диявола
«Хребет диявола» (ісп. El espinazo del diablo) — фільм 2001 мексиканського режисера Гільєрмо дель Торо. 

## Зміст
Батько Карлоса боровся проти режиму Франко. Після його загибелі 12-річний хлопчик потрапляє в школу-притулок Санта-Лусії. У її стінах доля зводить Карлоса з молодим привидом і разом вони занурюються в дослідження секретів їхньої обителі. А за стінами притулку вирує громадянська війна, що не може не позначитися на всіх його мешканцях, навіть тих, у яких уже немає плоті і крові.

## Ролі
| Актор                | Роль    |
| -------------------- | ------- |
| Едуардо Норьєга      | Хасінто |
| Маріса Паредес       | Кармен  |
| Федеріко Луппі       | Касарес |
| Фернандо Тьельве     | Карлос  |
| Іньїго Гарсес        | Хайме   |
| Ірене Віседо         | Кончіта |
| Хосе-Мануель Лоренцо | Марсело |
| Хуніо Вальверде      | Санті   |

## Нагороди
Фільм був удостоєний шести нагород (МКФ в Амстердамі за найкращий європейський фантастичний фільм, Кінофестиваль в Жерармері (Франція) за режисуру, премія Фернандо Тьелве як найкращому юному акторові) і семи номінацій на нагороди («Гойя» за костюми і спецефекти, «Плата» — Едуардо Норьєга як найкращому акторові).